# ORF3d
ORF3d هو جين يتواجد في سارس-كوف-2 (الفيروس المسبب لكوفيد 19) وفي واحد على الأقل من فيروسات كورونا قريبة الصلة التي تصيب آكل النمل الحرشفي، لكنه غير متواجد في باقي الفيروسات قريبة الصلة التي تنتمي إلى جُنيس فيروسات كورونا بيتا السارسية (Sarbecovirus). طوله 57 كودونا ويشفر بروتينا جديدا غير معروف الوظيفة. وُصف نظيران على الأقل من هذا البروتين، قد يُعبَّر عن النظير الأقل طولا (33 حمض أميني) والذي يُشار إليه بـORF3d-2 بكميات أكبر، أو يكون النظير الوحيد المعبر عنه. تم الإبلاغ بأن هذا البروتين مولد للضد وأن أجساما مضادة له موجودة لدى المرضى المتعافين من كوفيد 19. لا يوجد نديد لهذا البروتين في جينوم سارس-كوف قريب الصلة (والذي يسبب مرض السارس).

## التسمية
كان هنالك خلط كبير في المنشورات العلمية حول التسمية المستخدمة للإشارة إلى البروتينات الملحقة الخاصة بسارس-كوف-2، وخاصة عدة جينات متداخلة مع الـORF3a. أشارت العديد من الأوراق العلمية إلى الـORF3d وبروتينه باسم ORF3b، بسبب خلط سببه اختلافٌ في طول الإطار المفتوح ORF3b بين سارس-كوف ( حوالي 155 كودون) وسارس-كوف-2 (22 كودون فقط). وما زاد الخلط أكثر هو ذكر أن كلا البروتين الناتجين: بروتين 57 كودون  وبروتين 22 كودون لهما تأثيرات كمضادين للإنترفيرون.
التسمية الموصى بها في سارس-كوف-2 هي استخدام المصطلح ORF3b للجين النديد الذي طوله 22 كودونا الموجود في النهاية 5' لجين ORF3b الخاص بسارس-كوف. واستخدام المصطلح ORF3d للجين الذي طوله 57 كودونا.

## علم الجينوم المقارن
ORF3d هو جين متداخل يتداخل إطاره المفتوح مع كل من ORF3a وORF3c في جينوم سارس-كوف-2. ويشكل هذا الأمر مثالا نادرا على إمكانية وجود ثلاث إطارات قراءة مفتوحة في نفس التسلسل تشفر بروتينات وظيفية. لا يتواجد ORF3d في سارس-كوف أو فيروسات كورونا الأخرى ذات الصلة، باستثناء فيروس كورونا يصيب آكل النمل الحرشفي. تم تحديد تسلسل تسلسلات جينوم سارس-كوف-2 مرات كثيرة خلال جائحة كوفيد 19 ووُجدت أمثلة لمتحورات سارس-كوف-2 تملك بتورا في ORF3d بسبب تواجد كودون توقف، ووجد أن هذا الأمر واسع الانتشار.
تقترح دراسات المعلوماتية الحيوية حول منطقة ORF3d أن تسلسل البروتين المحتمل إنتاجه غير منحفظ جيدا وذلك يثير احتمال عدم تشفير الجين لبروتين وظيفي، رغم دلائل تجريبية على وجود تعبير على البروتين.

## التعبير
يملك بروتين ORF3d نظيرين، واحد طوله 57 حمض أميني والثاني 33 حمض أميني، ويُعرف هذا الأخير باسم ORF3d-2. توجد دلائل تجريبية من دراسات مثل برفلة الريبوسوم على حدوث تعبير جيني على الأقل لـORF3d-2، من دون وجود دليل واضح على التعبير عن ORF3d كامل الطول.

## الوظيفة
وظيفة ORF3d غير معروفة، ومن الممكن أن هذا الجين لا يشفر بروتينا له أي دور وظيفي في دورة حياة الفيروس، حين يُعبر عنه تحت الظروف التجريبية في خلايا مزروعة، يبدو أن بروتين ORF3d يعمل كمضاد للإنترفيرون.
تم الإبلاغ عن استجابات قوية لأجسام مضادة ضد ببتيدات من الـORF3d في مرضى متعافين من كوفيد 19.